# The Justified & Stripped Tour
The Justified & Stripped Tour é a terceira turnê da cantora Christina Aguilera, que foi coestrelada pelo cantor Justin Timberlake.
Justified and Stripped Tour foi a terceira turnê da cantora Christina Aguilera, patrocinada pela multinacional da comunicação Orange e com apoio cultural da Coca-Cola. Foi a turnê de maior lucratividade de 2003. O repertório dos shows incluía músicas do álbum Stripped de Christina Aguilera e do álbum Justified de Justin Timberlake.
Os shows de abertura foram realizados pelo grupo The Black Eyed Peas. A turnê contou com uma equipe de mais de 150 pessoas, entre técnicos de som, luz, cenografia, etc.; 20 caminhões de grande porte para transportar todo o material, além de mais de 15 ônibus para o transporte da equipe. Ao terminar, a turnê havia faturado US$45 milhões .

## Shows de Abertura
- The Black Eyed Peas
- Jamelia
- Fefe Dobson
- Emmanuel Carella

## Setlist
1. "Stripped Intro"
2. "Dirrty"
3. "Get Mine, Get Yours"
4. The Voice Within"
5. "Genie In A Bottle"
6. "Can´t Hold Us Down"
7. "Make Over"
8. "Interlude – Latin Dance"
9. "Contigo en La Distancia/Falsas Esperanzas Medley"
10. "Infatuation"
11. "Come On Over (Versão Acústica)"
12. "Cruz"
13. "Loving Me 4 Me (Telão)"
14. "Impossible"
15. "At Last"
16. "I Prefer You"
17. Lady Marmalade"
18. "Interlude (Dançarinos)"
19. "Walk Away"
20. "Fighter"
21. "Stripped Part 2 (Telão)"
22. "What a Girl Wants"

Encore
1. "Beautiful"

1. "Ghetto Blaster" (contém elementos de "Like I Love You", "Girlfriend" e "Rock Your Body")
2. "Rock Your Body"
3. "Right For Me"
4. Medley: "Gone"
"Girlfriend"
"Senorita"
5. "Still On My Brain"
6. "Nothin' Else"
7. "Tap Dance" (Interlude)
8. "Cry Me a River"
9. "Let's Take A Ride"
10. "Beat Box" (Dance Interlude)
11. "Last Night"
12. "Take It From Here"

Encore
1. "Like I Love You"

## Equipe Christina Aguilera

### Banda
- Ethan Farmer - Baixo
- Ray Yslas - Percussão
- Brian Frasier - Bateria
- Michael Herring - Guitarra
- Robert Lewis - Teclados
- Charlean Hines - Coro Back Up
- Tracy Nelson - Coro Back Up
- Brandon Rogers - Coro Back Up

### Dançarinos
- Monique Slaughter
- Tiana Brown
- Telisha Shaw
- Erin Hernandez
- Paul Kirkland
- Leo Moctezuma
- Gilberto Saldivar
- Marcel Wilson

## Datas
| Data             | Cidade          | País           | Local                      |
| ---------------- | --------------- | -------------- | -------------------------- |
| América do Norte |                 |                |                            |
| 4 de Junho       | Phoenix         | Estados Unidos | America West Arena         |
| 6 de Junho       | Oakland         | Estados Unidos | Arena in Oakland           |
| 8 de Junho       | Tacoma          | Estados Unidos | Tacoma Dome                |
| 10 de Junho      | Portland        | Estados Unidos | Rose Garden                |
| 13 de Junho      | Sacramento      | Estados Unidos | Arco Arena                 |
| 14 de Junho      | San Diego       | Estados Unidos | HP Pavilion                |
| 16 de Junho      | Los Angeles     | Estados Unidos | Staples Center             |
| 17 de Junho      | Los Angeles     | Estados Unidos | Staples Center             |
| 20 de Junho      | Los Angeles     | Estados Unidos | Staples Center             |
| 21 de Junho      | Las Vegas       | Estados Unidos | MGM Grand Garden           |
| 23 de Junho      | Denver          | Estados Unidos | Pepsi Center               |
| 25 de Junho      | Oklahoma        | Estados Unidos | Ford Center                |
| 26 de Junho      | Dallas          | Estados Unidos | American Airlines Center   |
| 28 de Junho      | San Antonio     | Estados Unidos | SBC Center                 |
| 29 de Junho      | Houston         | Estados Unidos | Compaq Center              |
| 5 de Julho       | St Louis        | Estados Unidos | Savvis Center              |
| 6 de Julho       | Little Rock     | Estados Unidos | Alltel North Arena         |
| 8 de Junho       | Nova Orleans    | Estados Unidos | New Orleans Arena          |
| 9 de Junho       | Bossier         | Estados Unidos | CenturyTel Arena           |
| 11 de Junho      | Memphis         | Estados Unidos | Pyramid Arena              |
| 12 de Junho      | Atlanta         | Estados Unidos | Phillips Arena             |
| 14 de Junho      | Tampa           | Estados Unidos | St. Pete Times Forum       |
| 15 de Junho      | Orlando         | Estados Unidos | TD Waterhouse Center       |
| 16 de Junho      | Sunrise         | Estados Unidos | Office Depot Center        |
| 22 de Junho      | Rosemont        | Estados Unidos | Allstate Arena             |
| 22 de Junho      | Hartford        | Estados Unidos | Hartford Civic Center      |
| 23 de Junho      | Chicago         | Estados Unidos | United Center              |
| 25 de Agosto     | Detroit         | Estados Unidos | The Palace of Auburn Hills |
| 26 de Junho      | Cincinnati      | Estados Unidos | US Bank Arena              |
| 28 de Junho      | Pittsburgh      | Estados Unidos | Mellon Arena               |
| 29 de Junho      | Toronto         | Canadá         | Air Canada Centre          |
| 31 de Julho      | Toronto         | Canadá         | Air Canada Centre          |
| 1º de Agosto     | Buffalo         | Estados Unidos | HSBC Arena                 |
| 3 de Agosto      | Columbus        | Estados Unidos | Schottenstein Center       |
| 5 de Agosto      | Boston          | Estados Unidos | FleetCenter                |
| 6 de Agosto      | Boston          | Estados Unidos | FleetCenter                |
| 8 de Agosto      | Filadélfia      | Estados Unidos | First Union Center         |
| 18 de Agosto     | Uniondale       | Estados Unidos | Nassau Coliseum            |
| 19 de Agosto     | Uniondale       | Estados Unidos | Nassau Coliseum            |
| 20 de Agosto     | East Rutherford | Estados Unidos | Continental Airlines       |
| 23 de Agosto     | Albany          | Estados Unidos | Pepsi Center               |
| 25 de Agosto     | Washington      | Estados Unidos | MCI Center                 |
| 31 de Agosto     | Indianapolis    | Estados Unidos | Conseco Fieldhouse         |
| 1º de Setembro   | Milwaukee       | Estados Unidos | Bradley Center             |
| 2 de Setembro    | Saint Paul      | Estados Unidos | Xcel Energy Center         |

### Modificações
| Data         | Cidade          | País           | Local                      | Modificação                          |
| ------------ | --------------- | -------------- | -------------------------- | ------------------------------------ |
| 11 de Junho  | Vancouver       | Canadá         | Pacific Coliseum           | Cancelado                            |
| 9 de Agosto  | Atlantic City   | Estados Unidos | Boardwalk Hall             | Cancelado                            |
| 11 de Agosto | Albany          | Estados Unidos | Pepsi Arena                | Reagendado para 23 de agosto de 2003 |
| 13 de Agosto | East Rutherford | Estados Unidos | Continental Airlines Arena | Reagendado para 20 de agosto de 2003 |
| 14 de Agosto | Hartford        | Estados Unidos | Hartford Civic Center      | Reagendado para 22 de agosto de 2003 |